# ニジニ・ノヴゴロド機械製造工場
公開株式会社 NMZ（ニジニ・ノヴゴロド機械製造工場、英語: Nizhny Novgorod Machine-building Plant、ロシア語: Нижегородский машиностроительный завод）はニジニ・ノヴゴドロ市ソルモヴォ地区にあるロシアの工廠で、ヴァシリー・グラビン率いるTsAKB砲兵設計局を傘下に持つ。
現在はアルマース-アンチェーイの一部と共に、アルマース-アンチェーイ第1局を構成している。

## 名称
以前はゴーリキー機械製造工場（ロシア語: Горьковский машиностроительный завод）、連邦機械製造工場 新ソルモヴォ(ロシア語: Союзный машиностроительный завод «Новое Сормово»）、ヨシフ・スターリン第92工場、 スターリン名称工場（Zavod imeni Stalina、ZiS）と呼ばれていた。

## 製品
主な製品に以下のものがある。
- ZiS-2 57mm対戦車砲
- ZiS-3 76.2mm部郡
- ZiS-5 76.2mm戦車砲（F-34 76mm戦車砲をKV-1重戦車に適合するよう改修したもの）
- ZiS-30 自走対戦車砲
- ZiS-S-53 85mm戦車砲

### 現在の製品
- 海軍艦艇用原子炉（水上艦、潜水艦とも）
2006年にロスエネルゴアトムとセヴマシュとの間で水上原子力発電所向け原子炉の供給契約を締結し、KLT-40Sを製造する。
- 地対空ミサイルシステム、対空兵器、 弾道弾迎撃ミサイルシステムおよびレーダー
- 各種火砲
- NMZプロダクション（短編映画制作）